# Hoplosathe brunni
Hoplosathe brunni är en tvåvingeart som först beskrevs av Krober 1912.  Hoplosathe brunni ingår i släktet Hoplosathe och familjen stilettflugor. Inga underarter finns listade i Catalogue of Life.